# Гарет Дејвид Лојд
Гарет Дејвид Лојд (енгл. Gareth David-Lloyd; Бетс, 28. март 1981) је британски глумац. Познат је по улози Јанта Џоунса у научно-фантастичној серији Торчвуд.